# Neomochtherus natalensis
Neomochtherus natalensis är en tvåvingeart som först beskrevs av Ricardo 1919.  Neomochtherus natalensis ingår i släktet Neomochtherus och familjen rovflugor. Inga underarter finns listade i Catalogue of Life.